# أنقولية نوراجية
أنقولية نوراجية (الاسم العلمي: Aquilegia nuragica) هي نوع من النباتات تتبع جنس الأنقولية من الفصيلة الحوذانية.